# Джакомо Казанова
Джакомо Казанова (на италиански: Giacomo Casanova) е италиански авантюрист, изявявал се като търговец, дипломат, шпионин, политик, философ, магьосник, писател (автор е на над двадесет книги и няколко пиеси) и преводач. Известността му обаче се дължи главно на похожденията му и, вече посмъртно, на автобиографичното му съчинение, което ги описва – „Histoire de ma vie“.
Фамилното му име е станало нарицателно за прелъстител.

## Биография
Джакомо Джироламо Казанова е отгледан от баба си. Учил е в университета в Падуа и, въпреки че е изхвърлен за неприличие, получава докторат по право, когато е бил едва 17-годишен. После посещава семинарията, откъдето пак го изхвърлят заради подозрения в хомосексуални прояви. 21-годишен, придобил незнайно къде умения в лечителство и окултизъм, Казанова започва да се грижи за здравето на възрастния венециански аристократ Матео Брагадин, който от благодарност го осиновява. През 1749 г. Казанова среща първата си голяма любов Хенриет, за която пише: „Който смята, че една жена не е достатъчна, за да направи мъжа щастлив 24 часа в денонощието, никога не е познавал Хенриет“. Тя го напуска и разбива сърцето му.
Преследван от Инквизицията в продължение на години, през 1755 г. Казанова е тикнат в затвора на Венеция за множество престъпления, доста от тях сексуални и всичките му ръкописи са иззети. Казанова успява да избяга и следващите 18 години странства из цяла Европа. Той е неуморим комарджия, литератор, превежда „Илиада“ и пише книги, новелите му са издадени в пет тома. Казанова посещава Волтер в Швейцария, дуелира се с полски княз, в Русия обсъжда с Екатерина Велика реформата на календара... Завръща се във Венеция през 1774 г., работи в местната управа и е шпионин на Инквизицията, докато не е принуден да емигрира заради острите си сатири по адрес на венецианските първенци. Завършва живота си като библиотекар в замъка на граф фон Валдщайн в Бохемия.
Строен, мургав и атлетичен, Казанова притежава изумителната способност да се забърква в рисковани истории. Сексуалните му завоевания са неизброими. „Няма жена в света, която да устои на постоянно внимание“, е простата му рецепта. Периодите му на въздържание са принудителни, причинени от здравословни проблеми. Най-малко 11 пъти е пипвал венерическа болест. Бил енергичен и ненаситен, обичал да разказва за подвизите си, като твърдял, че при всяка среща не пада под „моите шест надбягвания“ а рекордът му за една нощ с една жена е 14 пъти, или както сам ги наричал „схватки“. Правел секс навсякъде, предпочитал девственици до 15 години, но през ръцете му е минала и една вдовица над 50. Владеел всякакви техники и демонстрирал задълбочено познаване на многобройните сексуални пози. За разлика от Дон Жуан, който изпитвал нужда да доказва своята мъжественост, Казанова бил ценител. За него сексът е „не само плътско удоволствие, но носи и удовлетворение от това да поддържаш стръвта си на съблазнител и привлича с тайнствеността на приключението.“
Казанова умира 73-годишен на 4 юни 1798 г. в замъка в Дукс (Духцов), днешна Чехия. След смъртта си става още по-известен и се превръща в символ на сърцераздирателните чувства и манията за любов.